# 대금로
대금로(Daegeum-ro)는 충청북도 진천군 광혜원면 만승교사거리에서 음성군 생극면오생1교차로 잇는 도로이다.

## 주요경유지
충청북도
- 진천군 (광혜원면 - 대소면 - 금왕읍 - 생극면)

## 노선
| 이름           | 접속 노선                 | 소재지 | 소재지   | 비고 |
| -------------- | ------------------------- | ------ | -------- | ---- |
| 만승교사거리   | 진광로                    | 진천군 | 광혜원면 |      |
| 대소나늘목     | 제35호선 중부고속도로     | 진천군 | 대소면   |      |
| 공단삼거리     | 대풍산단로                | 진천군 | 대소면   |      |
| 유통단지삼거리 | 대불로                    | 진천군 | 대소면   |      |
| 오류삼거리     | 삼앙로                    | 진천군 | 대소면   |      |
| 오류교         |                           | 진천군 | 대소면   |      |
| 대소삼거리     | 지방도 제513호선 (오태로) | 진천군 | 대소면   |      |
| 오산삼거리     | 지방도 제513호선 (대성로) | 진천군 | 대소면   |      |
| 태생교         |                           | 진천군 | 대소면   |      |
| 오산 교차로    | 국도 제21호선 (진성로)    | 진천군 | 금왕읍   |      |
| 오선삼거리     | 초금로 무극로             | 진천군 | 금왕읍   |      |
| 금왕산단삼거리 | 숫돌고개로                | 진천군 | 금왕읍   |      |
| 용계사거리     | 덕금로 무극로244번길      | 진천군 | 금왕읍   |      |
| 금왕대교       |                           | 진천군 | 금왕읍   |      |
| 금석사거리     | 음성로                    | 진천군 | 금왕읍   |      |
| (이름없음)     | 지방도 제329호선 (무극로) | 진천군 | 금왕읍   |      |
| 무극 교차로    | 국도 제37호선 (생음대로)  | 진천군 | 금왕읍   |      |
| 육령8교        |                           | 진천군 | 금왕읍   |      |
| 오생삼거리     | 오신로                    | 진천군 | 생극면   |      |
| 오생1 교차로   | 국도 제3호선 (중원대로)   | 진천군 | 생극면   |      |
| 신덕로와 직결  |                           |        |          |      |

## 주요 건물및 시설
- HD현대오일뱅크 만세유통 주유소 (대금로 42/대풍리 526-1)
- HD현대오일뱅크 금호에너지 대소IC주유소 (대금로 77-4/대풍리 570-6)
- 세븐일레븐 음성대풍로드점 (대금로 88/대풍리 445-8)
- 경동택배 충북음성대소 445영업소 (대금로 90/대풍리 445-11)
- 한국타이어 TBX 음성대소점 (대금로 114/대풍리 430-1)
- SK에너지 신공단주유소 (대금로 118/대풍리 426)
- 세븐일레븐 음성대소사랑점 (대금로 137/오류리 640-37)
- 이마트24 음성대소IC점 (대금로 190/대풍리 5-12)
- HD현대오일뱅크 음성IC LPG충전소 (대금로 195/오류리 605-1)
- HD현대오일뱅크 직영 데소산단주유소 (대금로 199/오류리 605-14)
- CU 현대대소산단점 (대금로 199/오류리 605-14)
- GS25 음성IC점 (대금로 209/오류리 605-46)
- GS칼텍스 원진석유 톨게이트주유소 (대금로 227/오류리 219-13)
- HD현대오일뱅크 미소주유소 (대금로 280/오류리 793)
- IBK기업은행 음성지점 (대금로 286/오류리 802)
- 그린자동차정비 (대금로 291/오류리 289)
- 하나은행 음성지점 (대금로 446/오산리 135-3)
- 세븐일레븐 음성대소한양점 (대금로 528/태생리 79-1)
- GS칼텍스 대영그린 564/태생리 68-2)
- 타이어프로 음성점 (대금로 600/소석리 334-9)
- S-OIL 우리주유소 (대금로 607/태생리 65-5)
- CU 음성소석점 (대금로 656/소석리 11-12)
- S-OIL 해와달주유소 (대금로 672-1/소석리 5)
- HD현대오일뱅크 성본산단주유소 (대금로 906/성본리 7-8)
- HD현대오일뱅크 행복주유소 (대금로 987/유포리 350-14)